# Children of the Damned
Children of the Damned (bra: A Estirpe dos Malditos) é um filme britânico de 1964, dos gêneros de terror e ficção científica, filmado em preto e branco, dirigido por Anton M Leader. É considerado a sequência de Village of the Damned de 1960.
O filme aborda a história de seis crianças, cada uma vinda de um país diferente, identificadas por um grupo da UNESCO e integradas a um programa de desenvolvimento infantil. Assim como no filme anterior, as crianças possuem habilidades telepáticas extraordinárias e inteligência notável. Mas o que os outros não sabem, é que essas crianças têm seus próprios planos, que entram em conflito com o que os lideres mundiais planejam para elas.

## Elenco
- Ian Hendry como Col. Tom Lewellyn
- Alan Badel como Dr. David Neville
- Barbara Ferris como Susan Eliot
- Alfred Burke como Colin Webster
- Sheila Allen como Diana Looran
- Ralph Michael como Ministro da Defesa
- Patrick Wymark como Comandante
- Martin Miller como Professor Gruber
- Harold Goldblatt como Harib
- Patrick White como Sr. Davidson
- André Mikhelson como Oficial russo
- Bessie Love como Sra. Robbins, avó de Mark
- Alan MacNaughtan como Oficial do exército britânico (não creditado)
- Clive Powell como Paul
- Roberta Rex como Nina
- Mahdu Mathen como Rashid
- Yoke-Moon Lee como Mi Ling
- Gerald Delsol como Aga Nagolo
- Frank Summerscale como Mark